# 查干郭勒乡
查干郭勒乡，是中华人民共和国新疆维吾尔自治区阿勒泰地区青河县下辖的一个乡镇级行政单位。

## 行政区划
查干郭勒乡下辖以下地区：
加勒特尔塔斯村、科克玉依村、博塔莫音村、江布塔斯村、沙尔布拉克村和克孜勒萨依村。